# Миллер-Бернштейн, Исаак Моисеевич
Исаак Моисеевич Миллер-Бернштейн (январь 1898, с. Пеньковка, Подольская губерния — 4 июня 1938, Новосибирск) — советский партийный деятель.

## Биография
Родился в январе 1898 года в селе Пеньковка Подольской губернии. Из семьи столяра. В девять лет принят учеником в столярную мастерскую, в 1907 году — подсобным работником в магазин.
С 1909 по 1913 год работал наборщиком в одесской типографии. С 1915 года состоял в РСДРП(б), с 1917 года был членом Подольского губкома ВКП(б). В 1918 году был арестован на занятой Германией Украине и осуждён на смертную казнь, однако сумел организовать побег.
Принимал участие в боевых действиях в составе Красной армии (комиссар эстонской бригады), противостоял силам Петлюры и Деникина. В 1920 году возглавил Подольскую губернскую подпольную тройку, взяв фамилию Миллер. С 1920 по 1927 год фигурировал под фамилией Миллер-Бернштейн, а с 1927 — Миллер.
С 1920 года участвовал в работе парторганизаций:  руководил  отделом Харьковского губкома РКП(б), был инструктором в ЦК ВКП(б) и исполкоме Коминтерна.
В 1930 году окончил марксистские курсы при Коммунистической академии, после чего отправился в Западную Сибирь. Трудился секретарём в Бийском окружкоме, Томском, Омском, Ленинск-Кузнецком горкомах партии. В 1935 году назначен на должность секретаря Новосибирского горкома (1935—1937) и вошёл в состав бюро Запсибкрайкома ВКП(б).
15 ноября 1937 года в ходе заседания бюро Новосибирского обкома ВКП(б) арестован под предлогом участия в «контрреволюционной право-троцкистской организации». 4 июня 1938 года расстрелян после приговора выездной сессии Военной коллегии Верховного Суда СССР. В 1956 году реабилитирован.

## Семья
- жена — Августина Нисовна Рутберг, занимала пост заместителя заведующего Организационно-партийным отделом обкома ВКП(б). 25 ноября 1937 года арестована с тем же обвинением, которое ранее было предъявлено её мужу — «участник контрреволюционной право-троцкистской организации»; приговорена к восьми годам лишения свободы. В 1949 году вновь была арестована и осуждена на высылку в Игарский район. В 1955 году вышла на свободу в связи с отсутствием состава преступления[1][3].